# Canton de la Côte Sableuse
Le canton de La Côte Sableuse  est une circonscription électorale française du département des Pyrénées-Orientales créée par le décret du 26 février 2014 et entrée en vigueur lors des premières élections départementales suivant la publication du décret.

## Histoire
Un nouveau découpage cantonal des Pyrénées-Orientales entre en vigueur à l'occasion des élections départementales de 2015. Il est défini par le décret du 26 février 2014, en application des lois du 17 mai 2013 (loi organique 2013-402 et loi 2013-403). Les conseillers départementaux sont, à compter de ces élections, élus au scrutin majoritaire binominal mixte. Les électeurs de chaque canton élisent au Conseil départemental, nouvelle appellation du Conseil général, deux membres de sexe différent, qui se présentent en binôme de candidats. Les conseillers départementaux sont élus pour six ans au scrutin binominal majoritaire à deux tours, l'accès au second tour nécessitant 12,5 % des inscrits au 1er tour. En outre la totalité des conseillers départementaux est renouvelée. Ce nouveau mode de scrutin nécessite un redécoupage des cantons dont le nombre est divisé par deux avec arrondi à l'unité impaire supérieure si ce nombre n'est pas entier impair, assorti de conditions de seuils minimaux. Dans les Pyrénées-Orientales, le nombre de cantons passe ainsi de 31 à 17.
Le nouveau canton de La Côte sableuse est formé de communes des anciens cantons de Canet-en-Roussillon (2 communes) et de La Côte radieuse (2 communes). Avec ce redécoupage administratif, le territoire du canton s'affranchit des limites d'arrondissements, avec une commune incluse dans l'arrondissement de Céret et trois dans celui de Perpignan. Le bureau centralisateur est situé à Canet-en-Roussillon.

## Représentation
| Période élective | Période élective | Mandat | Mandat   | Identité         | Nuance | Nuance | Qualité                                                                             |
| ---------------- | ---------------- | ------ | -------- | ---------------- | ------ | ------ | ----------------------------------------------------------------------------------- |
| 2015             | 2021             | 2015   | 2021     | Armande Barrère  |        | LR     | Retraitée, adjointe au maire de Canet-en-Roussillon                                 |
| 2015             | 2021             | 2015   | 2021     | Thierry Del Poso |        | LR     | Avocat maire de Saint-Cyprien Président de la Communauté de communes Sud-Roussillon |
| 2021             | 2028             | 2021   | en cours | Armande Barrère  |        | LR     | Conseillère sortante                                                                |
| 2021             | 2028             | 2021   | en cours | Thierry Del Poso |        | LR     | Conseiller sortant                                                                  |

### Résultats détaillés

#### Élections de mars 2015
À l'issue du 1er tour des élections départementales de 2015, deux binômes sont en ballottage : Armande Barrere et Thierry Del Poso (UMP, 38,45 %) et Xavier Baudry et Catherine Pujol (FN, 36,46 %). Le taux de participation est de 56,89 % (14 639 votants sur 25 731 inscrits) contre 55,72 % au niveau départemental et 50,17 % au niveau national.
Au second tour, Armande Barrere et Thierry Del Poso (UMP) sont élus avec 56,81 % des suffrages exprimés et un taux de participation de 59,34 % (7 841 voix pour 15 270 votants et 25 731 inscrits).

#### Élections de juin 2021
Le premier tour des élections départementales de 2021 est marqué par un très faible taux de participation (33,26 % au niveau national). Dans le canton de la Côte sableuse, ce taux de participation est de 35,72 % (10 146 votants sur 28 401 inscrits) contre 35,53 % au niveau départemental. À l'issue de ce premier tour, deux binômes sont en ballottage : Armande Barrere et Thierry Del Poso (LR, 44,28 %) et Geoffrey Cosson et Laura Le Du (RN, 34,01 %).
Le second tour des élections est marqué une nouvelle fois par une abstention massive équivalente au premier tour. Les taux de participation sont de 34,36 % au niveau national, 38,03 % dans le département et 38,52 % dans le canton de la Côte sableuse. Armande Barrere et Thierry Del Poso (LR) sont élus avec 60,91 % des suffrages exprimés (6 194 voix pour 10 940 votants et 28 401 inscrits),,.

## Composition
Le nouveau canton de la Côte sableuse comprend quatre communes entières.
| Nom                                         | Code Insee | Intercommunalité                    | Superficie (km2) | Population (dernière pop. légale) | Densité (hab./km2) | Modifier                                    |
| ------------------------------------------- | ---------- | ----------------------------------- | ---------------- | --------------------------------- | ------------------ | ------------------------------------------- |
| Canet-en-Roussillon (bureau centralisateur) | 66037      | CU Perpignan Méditerranée Métropole | 22,39            | 13 005 (2022)                     | 581                | modifier les données · modifier les données |
| Saint-Cyprien                               | 66171      | CC Sud Roussillon                   | 15,80            | 11 995 (2022)                     | 759                | modifier les données · modifier les données |
| Saint-Nazaire                               | 66186      | CU Perpignan Méditerranée Métropole | 10,33            | 2 786 (2022)                      | 270                | modifier les données · modifier les données |
| Saleilles                                   | 66189      | CU Perpignan Méditerranée Métropole | 6,12             | 5 724 (2022)                      | 935                | modifier les données · modifier les données |
| Canton de la Côte Sableuse                  | 6603       |                                     | 54,64            | 33 510 (2022)                     | 613                | modifier les données                        |

## Démographie
En 2022, le canton comptait 33 510 habitants, en évolution de +9,92 % par rapport à 2016 (Pyrénées-Orientales : +3,92 %, France hors Mayotte : +2,11 %).
| 2013   | 2018   | 2022   |
| ------ | ------ | ------ |
| 30 581 | 31 137 | 33 510 |